# Ziva Zecundru
Ziva Zecundru ist eine Insel in Somalia. Sie gehört politisch zu Jubaland und geographisch zu den Bajuni-Inseln, einer Kette von Koralleninseln (Barriereinseln), welche sich von Kismaayo im Norden über 100 Kilometer bis zum Raas Kaambooni nahe der kenianischen Grenze erstreckt.

## Geographie
Die Insel bildet eine kleine Inselgruppe mit Chianguva und Yabangoodi und bildet eine Art Abschluss der Bajuni-Inseln, da die weiter nördlich gelegenen Inseln (Matunga-iyo-Baaba, Smiid, Bishikaani, Salooto Feerde und Seerbeenti) eher dem Land verbunden sind und nicht mehr zum selben Riffsaum gehören.
Die Insel liegt ca. 1,5 km von der Küste entfernt und besteht aus dem zweiten, meerseitigen Riffsaum.

## Klima
Als Klima herrscht heißes Steppenklima mit Monsuneinfluss.